# Steinfort
Steinfort (Luxemburgs: Stengefort) is een gemeente in het Luxemburgse Kanton Capellen.
De gemeente heeft een totale oppervlakte van 12,16 km² en telde 4366 inwoners op 1 januari 2007.

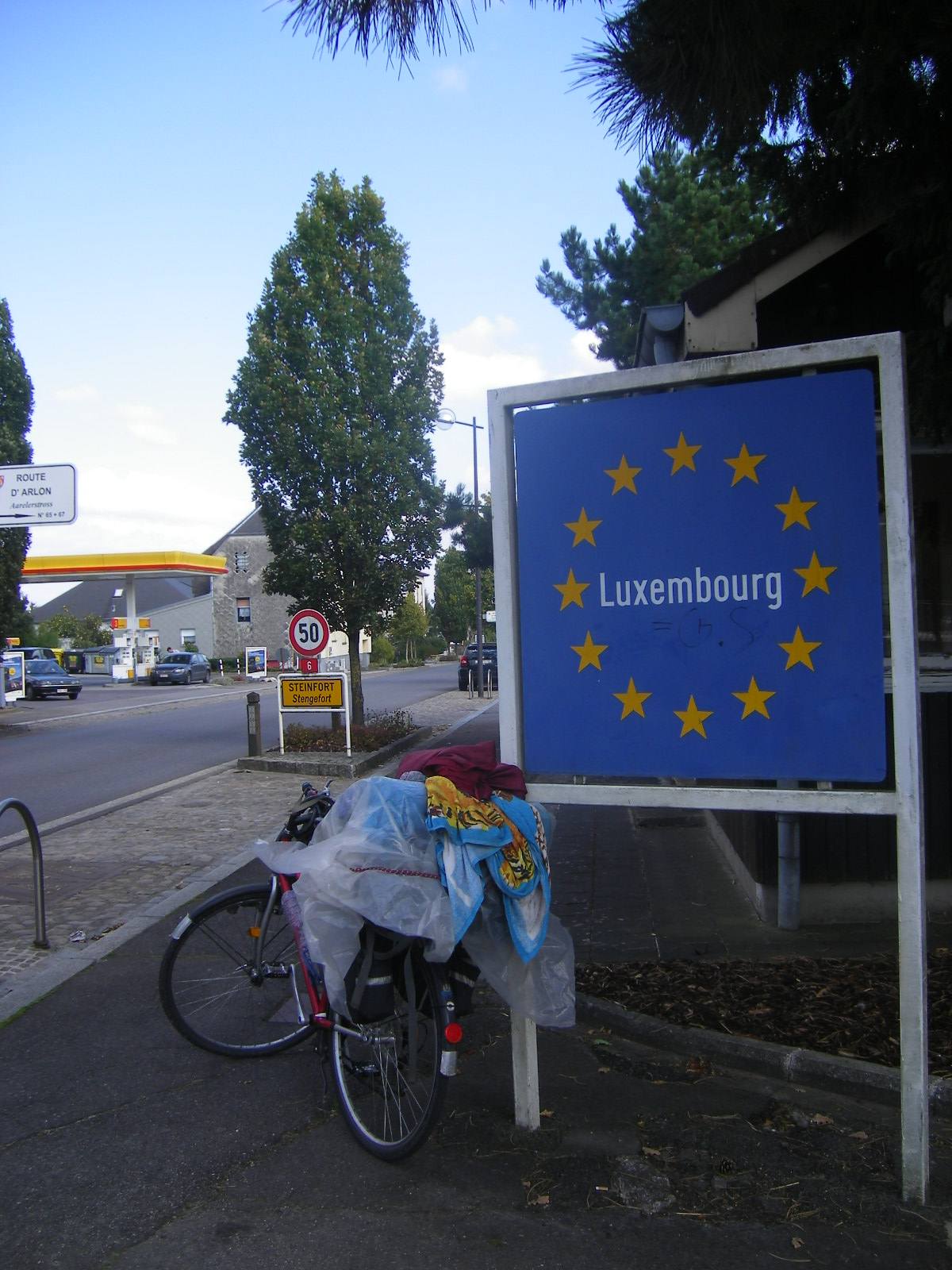
De grens bij Aarlen

## Plaatsen in de gemeente
- Grass
- Hagen
- Kleinbettingen
- Steinfort

## Ontwikkeling van het inwoneraantal
| Jaar                              | 2001 | 2002 | 2003 | 2004 | 2005 |
| --------------------------------- | ---- | ---- | ---- | ---- | ---- |
| Inwoneraantal                     | 4065 | 4116 | 4233 | 4287 | 4300 |
| Opmerking: tellingen op 1 januari |      |      |      |      |      |

## Geboren
- Gab Weis (1926-1994), Luxemburgs striptekenaar